# Adham Fawzy
Adham Fawzy (ur. 2000) – egipski szachista, arcymistrz od 2019 roku.

## Kariera szachowa
Trzykrotnie reprezentował Egipit na olimpiadzie szachowej w 2016, 2018 i 2022 roku. Brał także udział w drużynowych mistrzostwach świata w 2017 roku. Wygrał mistrzostwa Afryki juniorów w 2018 i 2019 roku. Zajął 3. miejsce w Mistrzostwach Afryki w 2021 roku, kwalifikując się do Pucharu Świata w szachach 2021 i wygrał mistrzostwa Afryki w 2023 roku.
Najwyższy ranking w dotychczasowej karierze osiągnął 1 listopada 2023 roku, z wynikiem 2553 punktów.